# 新庄酒田道路
新庄酒田道路（しんじょうさかたどうろ）は、山形県新庄市を起点とし同県酒田市に至る延長約50 km（キロメートル）の地域高規格道路（自動車専用道路）である。国道47号バイパスとして整備されている。2024年12月現在、起点側末端部である新庄南バイパスと新庄古口道路、終点側末端部である余目酒田道路が全線開通しており、それに続く部分である高屋防災、高屋道路、および戸沢立川道路が事業中である。

## 建設経緯
山形県内陸部と庄内地方を結ぶルートとしては国道47号のほか、途中に国道112号月山道路を介した山形自動車道があるが、前者は幅員が狭く冬季期間は凍結の恐れがあり、後者は幅員は広いものの月山道路区間で勾配が厳しく、特に大型貨物車の通行において障害となっている。また両ルートとも迂回路がなく悪天候等で通行止めになることも少なくないため、その場合秋田県内や新潟県内を大きく迂回することを余儀なくされることから、物流活動に支障をきたしているとされる。さらに大型化が進んでいる海上輸送コンテナを酒田港で扱うに当たり、月山道路の勾配とともに国道47号の幅員狭小がその輸送の障害となり、酒田港での取扱貨物量が伸びない原因の一つとなっている。国道47号沿線は宮城・山形県境の堺田越も含め勾配が緩く、当道路とそれに接続する石巻新庄道路の整備がこれらの解消に寄与するものと期待されている。
また東日本大震災においては、被災した太平洋側への物資輸送に日本海側からの「横軸」ルートの重要性が指摘され、震災直後国道47号の交通量は増加し、酒田港は太平洋側の港の代替港として役割を果たしている。宮城県石巻、大崎、山形県新庄、酒田の4市は2000年より「みちのくウエストライン」構想を掲げている。ともに港がある石巻市から酒田市までの距離は160 kmと東北地方において最短距離で太平洋側と日本海側を結ぶことから腰＝ウエストに見立てて名づけられたもので、経済、文化、交流などの強化に効果があるとされる。当道路と石巻新庄道路はこの構想に対応するものであり、これらの4市は各市の商工会議所が開催する少年サッカー大会などで交流を深め、2012年4月には災害援助協定を結ぶなど連携を強め、早期整備を国に働きかけている。

## 構成する道路名
- 新庄南バイパス
- 新庄古口道路
- 高屋防災
- 高屋道路
- 戸沢立川道路
- 余目酒田道路

## 各事業区間

### 新庄南バイパス
新庄市大字鳥越（亀割交差点） - 新庄市大字本合海（福宮交差点）、4.0 km
- 1988年度（昭和63年度）- 事業化[3]。
- 1999年（平成11年）11月27日 - 起点 - 新庄IC開通。同日には尾花沢新庄道路の川原子IC - 新庄ICも開通[4]
- 2002年（平成14年）5月25日 - 新庄IC - 福宮IC開通[4]。

### 新庄古口道路
新庄市大字本合海（福宮交差点） - 最上郡戸沢村大字古口（古口IC）、10.6 km
- 路線データ[5][6]
  - 道路規格 : 第1種第3級（自動車専用道路）
  - 幅員
    - 土工部 : 22.0 m（完成）、12.0 m（暫定）
    - 長大橋部 : 9.5 m（暫定）
    - トンネル部 : 9.5 m（暫定）

  - 車線数 : 暫定2車線（完成4車線）
  - 設計速度 : 80 km/h
- 1994年（平成6年）6月 - 地域高規格道路計画路線指定[5]
- 1995年（平成7年）8月 - 調査区間指定[5]
- 2000年（平成12年）12月 - 整備区間指定[5]
- 2001年（平成13年）4月 - 着工準備[5]
- 2005年（平成17年）4月 - 事業化[5][6]
- 2007年度（平成19年度） - 用地着手[6]
- 2008年度（平成20年度） - 工事着手[6]
- 2015年（平成27年）11月8日 - 福宮IC - 升形IC（新庄市大字本合海 - 新庄市大字）間延長2.4 km開通[6][7][8]。
- 2018年（平成30年）7月15日 - 津谷IC - 古口IC（戸沢村大字津谷 - 戸沢村大字古口）間延長2.2 km開通[6][7]。
- 2022年（令和4年）3月18日 - 新庄市大字升形 - 最上郡戸沢村大字津谷間延長6.0 kmの開通予定について、地すべり発生のため2022年度（令和4年度）の開通予定を見直し[9]。
- 2023年（令和5年）8月8日 - 新庄市大字升形 - 最上郡戸沢村大字津谷間延長6.0 kmの開通予定について、2024年度（令和6年度）とすると発表[10]。
- 2024年（令和6年）12月7日 - 升形IC - 津谷IC（新庄市大字升形 - 最上郡戸沢村大字津谷）間延長6.0 kmが開通[11]。

### 高屋防災
最上郡戸沢村大字古口地内、4.4 km。
- 路線データ[13]
  - 道路規格 : （自動車専用道路）
  - 幅員
    - 土工部 : 13.5 m
    - 長大橋部 : 12.0 m
    - トンネル部 : 12.0 m

  - 車線数 : 完成2車線
  - 設計速度 : 80 km/h

- 2020年（令和2年）3月18日 - 防災対策として別線ルートでの整備が決定[13]。
- 2020年（令和2年）3月31日 - 事業化[14]。

### 高屋道路
最上郡戸沢村大字古口地内、3.4 km。
- 路線データ[16]
  - 道路規格 : 第1種第3級（自動車専用道路）
  - 幅員
    - 土工部 : 12.0 m
    - トンネル部 : 10.5 m

  - 車線数 : 2車線
  - 設計速度 : 80 km/h

- 2006年度（平成18年度） - 事業化[16]
- 2010年度（平成22年度） - 用地着手[16]
- 2013年度（平成25年度） - 工事着手[16]
- 2023年（令和5年）6月21日 - 開通時期について、高屋トンネル（仮称）の工事に関し、補強が必要な地質が想定より広範囲で確認されたため、2024年（令和6年）度に予定していた開通時期を見直すと発表[17][18][19]。

現道区間は、連続雨量150 mm以上通行止区間であり、急カーブとスノーシェルターが続くボトルネック区間であり、土砂崩れや大雨時の浸水被害が頻発する国道47号最大の難所である。当該区間を1本のトンネルでショートカットすることにより、規制区間の交通事情が格段によくなることが見込まれている。

### 戸沢立川道路
最上郡戸沢村古口 - 東田川郡庄内町狩川、5.8 km。
- 路線データ[20]
  - 道路規格 : 第1種第3級（自動車専用道路）
  - 幅員
    - 土工部 : 13.5 m
    - 長大橋部 : 12.0 m
    - トンネル部 : 12.0 m

  - 車線数 : 完成2車線
  - 設計速度 : 80 km/h

- 2021年（令和3年）4月1日 事業化[21][22]。

### 余目酒田道路
東田川郡庄内町廻館 - 酒田市東町、12.7 km（うち自動車専用道路10.1 km、一般道2.6 km）。
- 路線データ
  - 道路規格 : 第1種第3級（自動車専用道路部分）、第3種第1級（一般道部分）
  - 幅員 : 22.0 m（自動車専用道路区間完成形）、13.5 m（自動車専用道路区間暫定形）、39.0 m（一般道路区間）[23]
  - 車線数 : 暫定2車線（自動車専用道路部分、完成4車線）、4車線（一般道部分）
  - 設計速度 : 80 km/h（自動車線道路区間）、60 km/h（一般道路区間）[24][23]

新庄酒田道路の末端部として、最上地方・庄内地方の交流を促進し、酒田市の国道7号新両羽橋などの最上川橋梁部での渋滞緩和、庄内町市街部における円滑な交通を目的として事業が進められた。

余目東 - 酒田中央間は自動車専用道路、起点 - 余目東・酒田中央 - 東町は一般道となる。
- 2003年度（平成15年度） : 都市計画決定
- 2004年度（平成16年度） : 事業化
- 2006年度（平成18年度） : 用地着手、工事着手
- 2008年（平成20年）12月 : 都市計画変更決定
- 2009年（平成21年）6月 : 酒田中央ICで日本海東北自動車道への連結許可
- 2015年（平成27年）11月14日 : 新堀 - 東町間延長5.9 km開通[27]
- 2018年（平成30年）3月18日 :  廻館 - 新堀間延長6.8 kmが開通し全線開通[27]
- 2018年（平成30年）4月1日 : 余目酒田道路に並行する現道が山形県道38号酒田鶴岡線[注釈 1]・山形県道44号余目温海線[注釈 2]・山形県道117号余目松山線[注釈 3]に変更され、国土交通省管理から山形県管理に移管[28]。

日本海東北自動車道と余目酒田道路の接続については2009年（平成21年）に東日本高速道路と酒田中央JCT設置に関する調整を開始し、2012年（平成24年）11月に基本協定を締結した。これにより工事量が増加したため新堀 - 東町間の開通が2014年度（平成26年度）の予定であったのが翌年度に延期された。

## インターチェンジなど
- 全区間山形県内に所在。
- IC番号欄の背景色が■である区間は既開通区間に存在する。施設欄の背景色が■である区間は未開通区間または未供用施設に該当する。未開通区間の名称は全て仮称である。

| 道路名                  | IC番号       | 施設名                 | 接続路線名                                                                | 起点 から (km) | 備考                  | 所在地            |
| ----------------------- | ------------ | ---------------------- | ------------------------------------------------------------------------- | -------------- | --------------------- | ----------------- |
| 国道47号 新庄南バイパス |              | 亀割交差点             | 国道13号 国道47号亀割バイパス                                             | 0.0            | -                     | 新庄市            |
| 国道47号 新庄南バイパス |              | 新庄IC                 | E13 東北中央自動車道（尾花沢新庄道路・新庄北道路） 山形県道34号新庄戸沢線 | 1.3            | -                     | 新庄市            |
| 国道47号 新庄南バイパス |              | 福田IC                 | 市道福田工業団地線                                                        | 2.9            | -                     | 新庄市            |
| 国道47号 新庄南バイパス |              | 福宮IC                 | 国道47号（現道）                                                          | 4.0            | 新庄方面出入口        | 新庄市            |
| 国道47号 新庄古口道路   |              | 福宮IC                 | 国道47号（現道）                                                          | 4.0            | 新庄方面出入口        | 新庄市            |
|                         | 升形IC       | 国道458号              | 6.4                                                                       | -              |                       | 新庄市            |
|                         | 津谷IC       | 山形県道34号新庄戸沢線 | 12.4                                                                      | -              | 最上郡 戸沢村         |                   |
|                         | 古口IC       | 国道47号               | 14.6                                                                      | -              | 最上郡 戸沢村         |                   |
| 国道47号 高屋防災       | 古口IC       | 国道47号               | 14.6                                                                      | -              | 最上郡 戸沢村         |                   |
|                         | 古口         | 国道47号（現道）       | 19.0                                                                      | 事業中         | 最上郡 戸沢村         |                   |
| 国道47号 高屋道路       | 古口         | 国道47号（現道）       | 19.0                                                                      | 事業中         | 最上郡 戸沢村         |                   |
|                         | 古口         | 国道47号（現道）       | 22.4                                                                      | 事業中         | 最上郡 戸沢村         |                   |
| 未事業化区間            | 未事業化区間 | 未事業化区間           | 未事業化区間                                                              | 未事業化区間   | 最上郡 戸沢村         | 調査区間、約3.2km |
| 国道47号 戸沢立川道路   |              | 古口                   | 国道47号（現道）                                                          | 0.0            | 最上郡 戸沢村         | 事業中            |
| 国道47号 戸沢立川道路   |              | 清川IC                 | 山形県道45号立川羽黒山線                                                  |                | 事業中                | 東田川郡 庄内町   |
| 国道47号 戸沢立川道路   |              | 狩川                   | 国道47号（現道）                                                          | 5.8            | 事業中                | 東田川郡 庄内町   |
| 未事業化区間            | 未事業化区間 | 未事業化区間           | 未事業化区間                                                              | 未事業化区間   | 候補路線、約7km       | 東田川郡 庄内町   |
| 国道47号 余目酒田道路   |              | 廻館交差点             | 国道47号（現道）                                                          | 0.0            | 一般道路 現道活用区間 | 東田川郡 庄内町   |
| 国道47号 余目酒田道路   |              | （余目新田地内）       | 庄内東部広域農道                                                          |                | 一般道路 現道活用区間 | 東田川郡 庄内町   |
| 国道47号 余目酒田道路   |              | 余目東交差点           | 山形県道117号余目松山線                                                   | 1.2            | 酒田方面出入口        | 東田川郡 庄内町   |
| 国道47号 余目酒田道路   |              | 余目交差点             | 山形県道44号余目温海線                                                    | 4.4            | -                     | 東田川郡 庄内町   |
| 国道47号 余目酒田道路   |              | 新堀交差点             | 山形県道38号酒田鶴岡線 山形県道44号余目温海線                             | 6.8            | 酒田方面出入口        | 酒田市            |
| 国道47号 余目酒田道路   |              | 小牧交差点             | 市道亀ヶ崎小牧線                                                          |                | 新庄方面出入口        | 酒田市            |
| 国道47号 余目酒田道路   |              | 酒田中央交差点         | E7 日本海東北自動車道酒田中央IC 県道40号酒田松山線                        | 10.1           | -                     | 酒田市            |
| 国道47号 余目酒田道路   | 一般道路     | 酒田中央交差点         | E7 日本海東北自動車道酒田中央IC 県道40号酒田松山線                        | 10.1           |                       | 酒田市            |
| 国道47号 余目酒田道路   |              | 四ツ興野交差点         | 市道四ツ興野大宮線                                                        |                |                       | 酒田市            |
| 国道47号 余目酒田道路   |              | 東町交差点             | 市道東町曙町線 市道松原南東町二丁目線                                     |                |                       | 酒田市            |
| 国道47号 余目酒田道路   |              | 東大町交差点           | 国道7号・山形県道40号酒田松山線                                           | 12.7           |                       | 酒田市            |

## 路線状況

### 車線・最高速度
| 区間                          | 車線 上下線=上り線+下り線          | 最高速度 |
| ----------------------------- | ---------------------------------- | -------- |
| 亀割交差点 - 古口IC           | 2=1+1 （暫定2車線）                | 70 km/h  |
| 計画中または事業中            |                                    |          |
| 廻館交差点 - 余目東交差点     | 2=1+1                              | 60 km/h  |
| 余目東交差点 - 新堀交差点     | 2=1+1 （完成2車線 中央分離帯付き） | 70 km/h  |
| 新堀交差点 - 酒田中央交差点   | 2=1+1 （暫定2車線）                | 70 km/h  |
| 酒田中央交差点 - 東大町交差点 | 4=2+2                              | 60 km/h  |

### 道路施設
| 区間                          | 数       | 数   | 名称           | 長さ (m) | 備考 |
| ----------------------------- | -------- | ---- | -------------- | -------- | --- |
| 区間                          | トンネル | 橋梁 | 名称           | 長さ (m) | 備考 |
| 亀割交差点 - 新庄IC           | 0        | 1    | 鳥越跨線橋     |          | 上下線で2橋 |
| 新庄IC - 福田IC               | 0        | 1    | 角沢跨道橋     |          | |
| 福田IC - 福宮IC               | 0        | 1    | 福田跨道橋     |          | |
| 福宮IC - 升形IC               | 0        | 1    | 福宮こ道橋     | 21.8     | |
| 枡形IC - 津谷IC               | 2        | 7    | 升形IC橋       | 34.1     | |
| 枡形IC - 津谷IC               | 2        | 7    | 升形1号橋      | 34.1     | |
| 枡形IC - 津谷IC               | 2        | 7    | 升形2号橋      | 96.0     | |
| 枡形IC - 津谷IC               | 2        | 7    | 升形3号橋      | 49.4     | |
| 枡形IC - 津谷IC               | 2        | 7    | 升形4号橋      | 49.1     | |
| 枡形IC - 津谷IC               | 2        | 7    | 前波トンネル   | 164      | |
| 枡形IC - 津谷IC               | 2        | 7    | 岩清水トンネル | 868      | |
| 枡形IC - 津谷IC               | 2        | 7    | 鮭川橋         | 215.9    | |
| 枡形IC - 津谷IC               | 2        | 7    | 津谷こ線橋     | 42.0     | |
| 津谷IC - 古口IC               | 0        | 2    | 津谷こ道橋     | 29.0     | |
| 津谷IC - 古口IC               | 0        | 2    | 最上川大橋     | 570.2    | |
| 古口 - 古口 高屋道路          | 2        | 1    | 猪ノ鼻トンネル | 2926     | |
| 古口 - 古口 高屋道路          | 2        | 1    | 有田沢橋       | 22       | |
| 古口 - 古口 高屋道路          | 2        | 1    | 高屋トンネル   | 350      | JR東日本陸羽西線古口駅 - 高屋駅間の第2高屋トンネルに極めて近接して交差する。工事期間中の列車運行の安全対策に技術的な課題が多いため、工事期間中の2022年5月14日から陸羽西線の全列車が運休・バス代行で運行している。バス代行輸送期間の終了時期についてはトンネル工事の進捗状況を踏まえて改めてお知らせするとしている。 |
| 廻館交差点 - 余目東交差点     | 0        | 0    | -              | -        | |
| 余目東交差点 - 余目交差点     | 0        | 3    | 庄内こ線橋     | 69.8     | |
| 余目東交差点 - 余目交差点     | 0        | 3    | 払田こ道橋     | 18.3     | |
| 余目東交差点 - 余目交差点     | 0        | 3    | 余目こ道橋     | 17.2     | |
| 余目交差点 - 新堀交差点       | 0        | 1    | 新堀こ道橋     | 34.1     | |
| 新堀交差点 - 小牧交差点       | 0        | 1    | 庄内中央大橋   | 685.0    | |
| 小牧交差点 - 酒田中央交差点   | 0        | 1    | 酒田IC橋       | 30.8     | |
| 酒田中央交差点 - 東大町交差点 | 0        | 0    | -              | -        | |

### 事業主体
- 国土交通省
  - 東北地方整備局山形河川国道事務所 : 亀割交差点 - 戸沢村大字古口（高屋道路終点）
  - 東北地方整備局酒田河川国道事務所 : 戸沢村古口（戸沢立川道路起点） - 庄内町狩川、廻館交差点 - 東大町交差点

## 地理

### 通過する自治体
- 山形県
  - 新庄市 - 最上郡戸沢村 - 東田川郡庄内町 - 酒田市